# Space Sextant

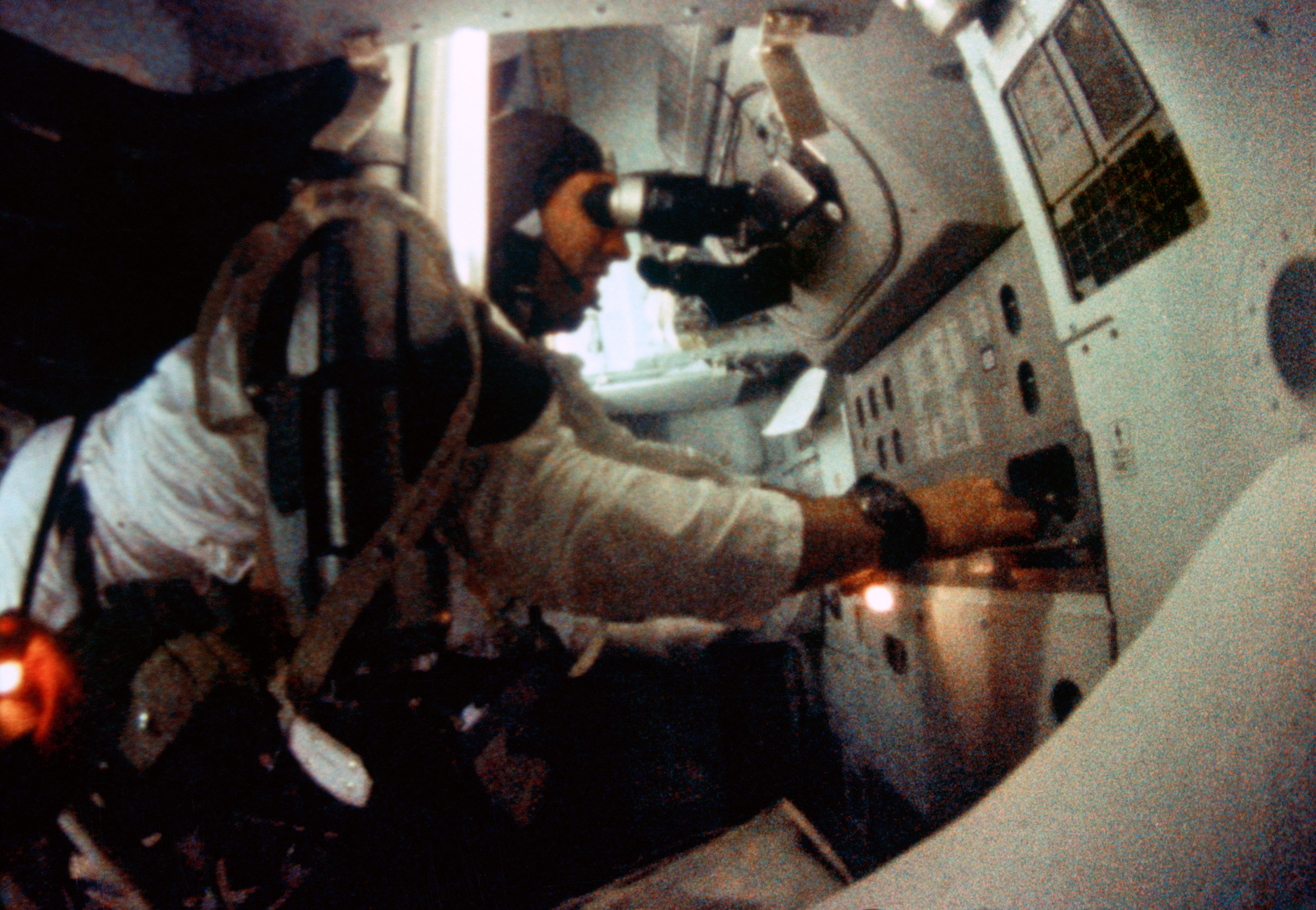
Astronaut James Arthur Lovell am Space Sextant (Apollo 8)

Der Space Sextant (übersetzt: Weltraumsextant – ungebräuchlich, in Handbüchern auch STX abgekürzt) ist ein optisches Messinstrument zur manuellen oder (teil)automatisierten Navigation im Weltraum. Von den in der Seefahrt verwendeten Sextanten unterscheidet sich der Space Sextant sehr in Bauform und Handhabung. Dem eigentlichen Gerät ist ein Navigationsteleskop, das Scanning Telescope (SCT), angegliedert und fest im Raumfahrzeug montiert.
Ein noch unvollkommenes Versuchsmodell des Space Sextanten flog bei der Gemini-10-Mission und wies noch viele Mängel auf. Die daraus gewonnenen Erkenntnisse flossen in die Entwicklung des Modells für das Apollo-Raumschiff ein, das Mitte der 1960er Jahre als externe Entwicklung am Instrumentation Laboratory des Massachusetts Institute of Technology (MIT) (heute: Charles Stark Draper Laboratory Inc.) im Auftrag der NASA entstand. Diese deutlich verbesserte Ausführung war eine Kombination aus Teleskop und Sextant, hatte eine direkte Eingabe (DSKY) für den Apollo Guidance Computer und war ein entscheidendes Gerät zur Navigation. Während des Flugs zum Mond und zurück wurden etwa 50 Messungen vorgenommen.
Eingebaut war der Space Sextant im Tunnelübergang zur Überstiegluke zwischen Kommandokapsel und Mondfähre (im Bild), in der Mondfähre war er an der Deckenmitte untergebracht.
Die heute in Satelliten und Raumsonden gebräuchlichen Sternsensoren leiten sich vom Space Sextanten ab.